# Bácsszőlős
Bácsszőlős (Prlković in croato) è un comune dell'Ungheria situato nella contea di Bács-Kiskun, nell'Ungheria meridionale di 388 abitanti (dati 2009)
Dista 8 km dal confine con la Serbia

## Società

### Evoluzione demografica
Secondo i dati del censimento 2001 il 100% degli abitanti è di etnia ungherese